# Rives (Lot-et-Garonne)
Rives is een gemeente in het Franse departement Lot-et-Garonne (regio Nouvelle-Aquitaine) en telt 226 inwoners (2004). De plaats maakt deel uit van het arrondissement Villeneuve-sur-Lot.

## Geografie
De oppervlakte van Rives bedraagt 13,1 km², de bevolkingsdichtheid is 17,3 inwoners per km².
De onderstaande kaart toont de ligging van Rives (Lot-et-Garonne) met de belangrijkste infrastructuur en aangrenzende gemeenten.

## Demografie
Onderstaande figuur toont het verloop van het inwonertal (bron: INSEE-tellingen).